# 尼泊尔早熟禾
尼泊尔早熟禾（学名：Poa nepalensis）为禾本科早熟禾属下的一个种。其种加词“nepalensis”意为“尼泊尔的”。